# Castelo de Český Krumlov

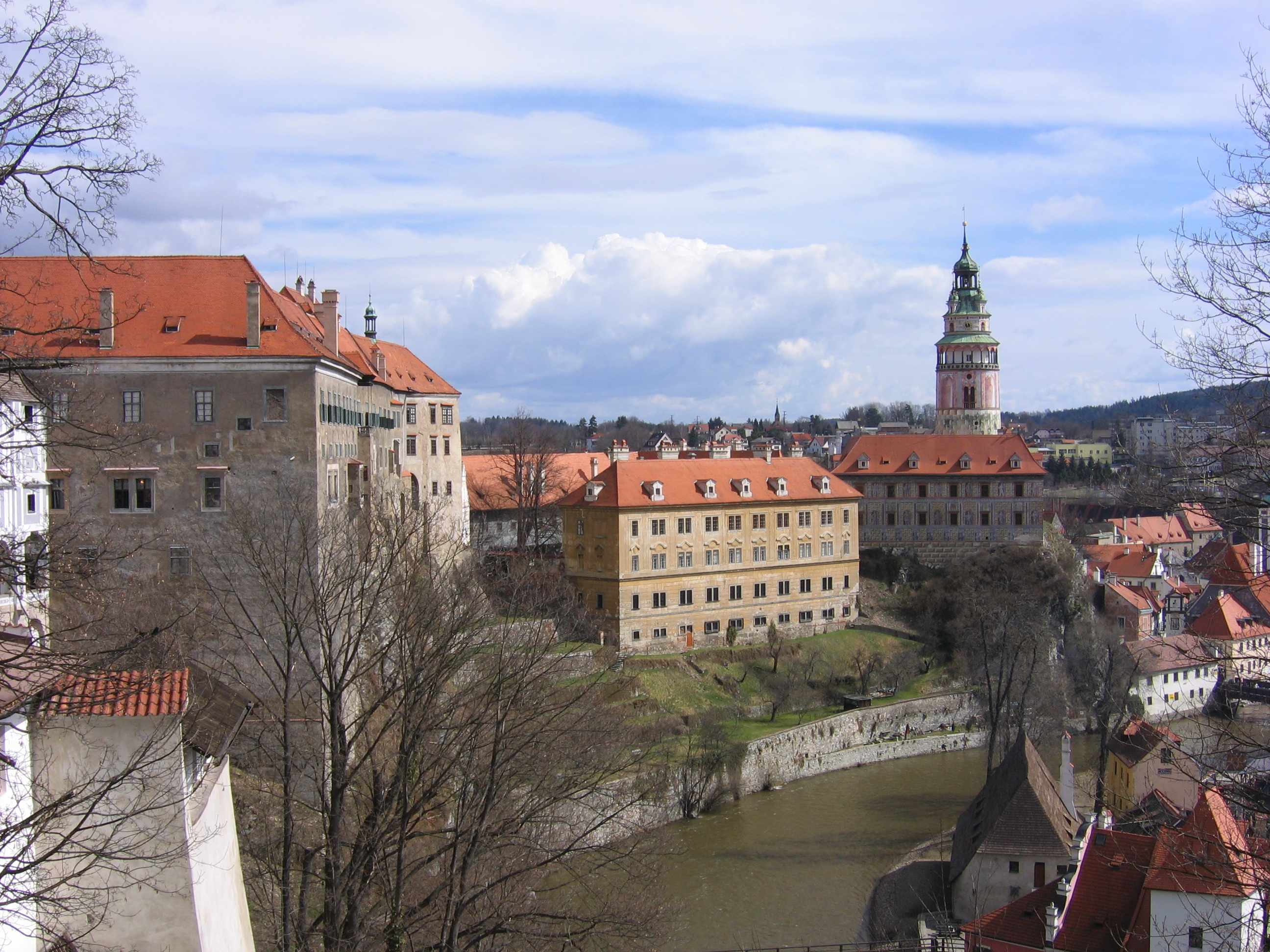
O castelo de Český Krumlov

O Castelo de Český Krumlov é um museu localizado na cidade de Český Krumlov na República Checa. Data de 1240, quando o primeiro castelo foi construído pela família Witigonen, o ramo principal da família Rosenberg.

## História
Os Rosenbergs extinguiram-se em meados do século XVII, e o imperador do Sacro Império Romano Ferdinando II, cedeu o domínio de Krumau a Hans Ulrich von Eggenberg, o nomeando Duque de Krumau.  Após a morte do filho de Hans Ulrich, Johann Anton I von Eggenberg, o castelo foi administrado de 1649 a 1664, por sua viúva, Anna Maria.
Um de seus dois filhos, Johann Christion I von Eggenberg, foi o responsável pelas reformas e ampliações barrocas no castelo, incluindo o teatro do castelo, chamado atualmente de Teatro Eggenberg. Quando a linhagem masculina dos Eggenbergs extinguiu-se em 1717, o castelo e o ducado  passaram a ser possuídos pelos Schwarzenbergs. Em 1947, as propriedades dos Schwarzenbergs, incluindo as de Český Krumlov, foram transferidas para as da província checa e em 1950, tornaram-se propriedades do Estado checoeslovaco. A área inteira foi declarada monumento nacional em 1989 e em 1992, foi incluida na lista de Património Mundial da Organização das Nações Unidas para a Educação, a Ciência e a Cultura.
O teatro do castelo é um dos teatros barrocos mais bem conservados completamente, com toda a sua estrutura original, o auditório, o fosso da orquestra, o palco, o maquinário, as cortinas, os libretos, as roupas, etc.